# Roubal Vilmos
Roubal Vilmos (Budapest, 1877. november 20. – Budapest, 1968. június 22.) magyar karnagy, kiváló művész (1963); Rubányi Vilmos (1905–1972) karnagy apja.

## Életpályája
A Nemzeti Zenedében tanult. A budapesti Zeneakadémián Koessler János tanítványa volt. 1898-tól a Magyar Állami Operaház zenekarában brácsázott, később korrepetitorként dolgozott; 1911–1913 között korrepetitor, 1913–1958 között karigazgató volt.
Pedagógusként számos kitűnő énekest nevelt: Pataky Kálmán, Némethy Ella, Rózsa S. Lajos, stb. Több kamaraművet és egy szimfóniát komponált.
Sírja az Új köztemetőben található (111-1-95/96).

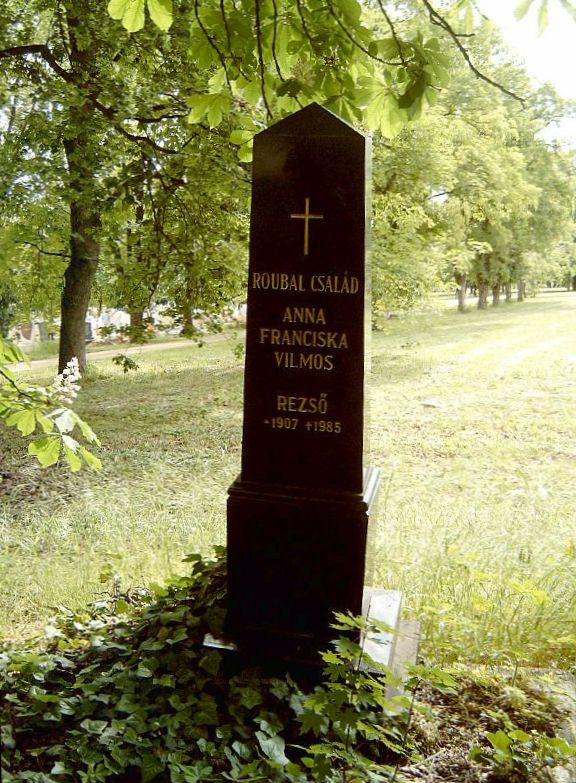
Roubal Rezső (1907–1985) zenekari ütőhangszer művész és Roubal Vilmos (1877–1968) karnagy, kiváló művész (1963) sírja Budapesten. Új köztemető: 111-1-95/96.